# ジェイソン・サティー
ジェイソン・サティー（Jason Suttie、1973年7月8日 - ）は、ニュージーランドの男性キックボクサー。サモア・アピア出身。ETKジム所属。
K-1初参戦は1996年。かつてはジェイソン信長というリングネームだった。

## 来歴
1996年9月1日、「K-1 REVENGE '96」で当時ミドル級世界ナンバー1と言われたイワン・ヒポリットからダウンを奪い判定勝ちを収めた。
2002年11月8日、K-1世界地区予選ニュージーランド大会に出場。決勝でダグ・ヴィニーにKO勝ちし、優勝を果たした。
2003年7月27日、K-1 WORLD GP 2003 in MELBOURNEのトーナメント決勝でピーター・グラハムと対戦し、判定負けを喫し準優勝となった。
2003年10月5日、総合格闘技初挑戦となったPRIDE 武士道の武士道挑戦試合でセルゲイ・ハリトーノフと対戦し、腕ひしぎ十字固めで一本負けを喫した。
2004年7月29日、K-1 WORLD GP 2004 in New Zealandのトーナメント決勝でまたしてもピーター・グラハムに判定負けを喫し準優勝となった。
2006年3月5日、K-1 WORLD GP 2006 in AUCKLANDのトーナメントに出場。準決勝で堀啓に右フックでKO勝ちするも、決勝でポール・スロウィンスキーに左ハイキックでKO負けを喫し準優勝となった。
2006年8月15日、『心』 〜Kill or be Killed〜でセルゲイ・シュメトフとキックボクシングルールで対戦予定であったが、直前の8月11日に首を負傷し欠場となった。

## 戦績

### キックボクシング
| キックボクシング 戦績 | キックボクシング 戦績 | キックボクシング 戦績 | キックボクシング 戦績 | キックボクシング 戦績 | キックボクシング 戦績 | キックボクシング 戦績 |
| --------------------- | --------------------- | --------------------- | --------------------- | --------------------- | --------------------- | --------------------- |
| 52 試合               | (T)KO                 | 判定                  | その他                | 引き分け              | 無効試合              |                       |
| 41 勝                 | 29                    |                       |                       | 1                     | 0                     |                       |
| 10 敗                 |                       |                       |                       | 1                     | 0                     |                       |

| 勝敗 | 対戦相手                       | 試合結果                   | 大会名                                                        | 開催年月日     |
| ×    | 恩田剛徳                       | 3分3R終了 判定0-2          | HEAT 7 【HEATキックルール ヘビー級トーナメント 1回戦】        | 2008年7月13日  |
| ×    | ポール・スロウィンスキー       | 2R 1:45 KO（左ハイキック） | K-1 WORLD GP 2006 in AUCKLAND 【決勝】                        | 2006年3月5日   |
| ○    | 堀啓                           | 3R 1:34 KO（右フック）     | K-1 WORLD GP 2006 in AUCKLAND 【準決勝】                      | 2006年3月5日   |
| ○    | ポーラ・マタエレ               | 3R終了 判定2-0             | K-1 WORLD GP 2006 in AUCKLAND 【1回戦】                       | 2006年3月5日   |
| ○    | ヒリワ・テ・ランギ             | 3R終了 判定                | KING OF OCEANIA Round3 （XPLOSION SUPER FIGHT 12）            | 2005年12月10日 |
| ○    | ポール・スロウィンスキー       | 3R KO（左フック）          | Knees of Fury 11                                              | 2005年11月4日  |
| ○    | ポーラ・マタエレ               | 3R終了 判定                | KING OF OCEANIA Round2                                        | 2005年10月8日  |
| ○    | リチャード"エクスプレス"ツタキ | 3R終了 判定                | Afternoon Rumble                                              | 2005年9月3日   |
| ○    | マット ・ サモア               | 1R KO                      | KING OF OCEANIA Round1                                        | 2005年7月10日  |
| ×    | Chris Chrispoulides            | 3R終了 判定                | K-1 Anzacs 2005                                               | 2005年4月30日  |
| ○    | ドラガン・ヨバノビッチ         | 3R終了 判定                | Tarik Solak's Show                                            | 2005年3月12日  |
| ○    | Niels Eikeland                 | 1R KO（右ストレート）      | First of the Year                                             | 2005年2月18日  |
| ○    | リカルド・フォン・デ・ボス     | 3R終了 判定                | XPLOSION SUPER FIGHT 2004 〜K-1 CHALLENGE〜                   | 2004年12月18日 |
| ○    | ピーター・グラハム             | 判定                       | K-1 OCEANIA MAX 2004                                          | 2004年11月5日  |
| ×    | ピーター・グラハム             | 判定                       | K-1 WORLD GP 2004 in New Zealand 【決勝】                     | 2004年7月29日  |
| ○    | マット・サモア                 | 1R KO                      | K-1 WORLD GP 2004 in New Zealand 【準決勝】                   | 2004年7月29日  |
| ○    | ミッチ・オヘロ                 | 1R KO                      | K-1 WORLD GP 2004 in New Zealand 【1回戦】                    | 2004年7月29日  |
| ×    | ピーター・グラハム             | 3R終了 判定0-3             | K-1 WORLD GP 2003 in MELBOURNE 【決勝】                       | 2003年7月27日  |
| ○    | アンドリュー・ペック           | 1R 1:02 KO（左フック）     | K-1 WORLD GP 2003 in MELBOURNE 【準決勝】                     | 2003年7月27日  |
| ○    | TSUYOSHI                       | 3R終了 判定3-0             | K-1 WORLD GP 2003 in MELBOURNE 【1回戦】                      | 2003年7月27日  |
| ○    | ダグ・ヴィニー                 | 3R 1:32 KO                 | K-1 WORLD GP 2003 世界地区予選ニュージーランド大会 【決勝】   | 2002年11月8日  |
| ○    | ロニー・セフォー               | 3R終了 判定                | K-1 WORLD GP 2003 世界地区予選ニュージーランド大会 【準決勝】 | 2002年11月8日  |
| ○    | マイク・アンゴーブ             | 3R 2:50 KO                 | K-1 WORLD GP 2003 世界地区予選ニュージーランド大会 【1回戦】  | 2002年11月8日  |
| ○    | ピーター・グラハム             | 3R終了 判定                | KB4 Fightnight                                                | 2002年7月12日  |
| ○    | ポール・ロビンソン             | 3R終了 判定                | KB4 Fightnight                                                | 2002年7月12日  |
| ×    | アダム・ワット                 | 3R終了 判定0-3             | K-1 WORLD GP 2002 オセアニア地区予選トーナメント 【準決勝】   | 2002年2月18日  |
| ○    | ネイサン・ブリッグス           | 2R 2:02 TKO                | K-1 WORLD GP 2002 オセアニア地区予選トーナメント 【1回戦】    | 2002年2月18日  |
| △    | ピーター・グラハム             | 3R終了 判定                | JNI Promotions                                                | 2001年9月1日   |
| ×    | ヒリワ・テ・ランギ             | KO                         | K-1 NEW ZEALAND 【1回戦】                                     | 2001年7月21日  |
| ○    | イワン・ヒポリット             | 5R終了 判定3-0             | K-1 REVENGE '96                                               | 1996年9月1日   |

### 総合格闘技
| 総合格闘技 戦績 | 総合格闘技 戦績 | 総合格闘技 戦績 | 総合格闘技 戦績 | 総合格闘技 戦績 | 総合格闘技 戦績 | 総合格闘技 戦績 |
| --------------- | --------------- | --------------- | --------------- | --------------- | --------------- | --------------- |
| 1 試合          | (T)KO           | 一本            | 判定            | その他          | 引き分け        | 無効試合        |
| 0 勝            | 0               | 0               | 0               | 0               | 0               | 0               |
| 1 敗            | 0               | 1               | 0               | 0               | 0               | 0               |

| 勝敗 | 対戦相手               | 試合結果                 | 大会名       | 開催年月日    |
| ×    | セルゲイ・ハリトーノフ | 1R 2:25 腕ひしぎ十字固め | PRIDE 武士道 | 2003年10月5日 |

## 獲得タイトル
- K-1 WORLD GP 2002 ニュージーランド予選 優勝
- K-1 WORLD GP 2003 メルボルン大会 準優勝
- K-1 WORLD GP 2004 オセアニア予選 準優勝
- K-1 WORLD GP 2006 in AUCKLAND 準優勝